# Sarnen
Sarnen je glavni grad švicarskog kantona Obwalden. 

## Stanovništvo
Prema popisu iz 2011. godine Sarnen ima 9 967 stanovnika.

## Vanjske poveznice
- Službene stranice grada (njem.)